# Diocesi di Costanza di Arabia
La diocesi di Costanza di Arabia (in latino Dioecesis Constantiensis in Arabia) è una sede soppressa del patriarcato di Antiochia e una sede titolare della Chiesa cattolica.

## Storia
Costanza di Arabia, identificabile con Buraq nell'odierna Siria, è un'antica sede episcopale della provincia romana d'Arabia nella diocesi civile d'Oriente. Faceva parte del patriarcato di Antiochia ed era suffraganea dell'arcidiocesi di Bosra, come attestato da una Notitia episcopatuum del VI secolo.
Sono due i vescovi attribuiti a questa sede. Chilone assistette al concilio di Costantinopoli del 381. Nel concilio di Calcedonia (451) era assente il vescovo Solemo, e per lui firmò gli atti il metropolita Costantino.
Dal XV secolo Costanza di Arabia è annoverata tra le sedi vescovili titolari della Chiesa cattolica; la sede è vacante dal 3 febbraio 1969.

## Cronotassi

### Vescovi greci
- Chilone † (menzionato nel 381)
- Solemo † (menzionato nel 451)

### Vescovi titolari
I vescovi di Costanza di Arabia appaiono confusi con i vescovi di Costanza di Tracia e di Costantina, perché nelle fonti citate le cronotassi delle tre sedi non sono distinte.
- Andreas Weinmair † (1477 - 1491 deceduto)
- Andrea Caputo † (11 luglio 1622 - 1625 succeduto vescovo di Lettere)
- Giovanni Battista Barsotti † (23 aprile 1663 - 9 marzo 1664 deceduto)
- Pedro a São Agostinho, O.F.M. † (22 giugno 1671 - ?)
- Ildephonsus García de Losada, O.S.B. † (22 febbraio 1672 - ?)
- Bernard-Antoine Pizzella † (20 gennaio 1727 - 23 gennaio 1750 deceduto)
- Felipe Pérez Santa María † (13 giugno 1761 - 15 luglio 1795 deceduto)
- Vincenzo Paccaroni, O.S.B. † (29 gennaio 1798 - 30 agosto 1820 deceduto)[7]
- José Hurtado Mendoza † (27 gennaio 1842 - 1851 deceduto)[8]
- Carlo Andrea Anthonis † (16 marzo 1868 - 6 dicembre 1893 deceduto)[9]
- Augustin Marre, O.C.S.O. † (11 agosto 1900 - 16 agosto 1923 nominato arcivescovo titolare di Melitene)[10]
- Giuseppe Freri † (9 aprile 1924 - 30 ottobre 1927 deceduto)
- Gregorio Diamare, O.S.B. † (27 gennaio 1928 - 6 settembre 1945 deceduto)
- Oscar Joseph Joliet † (17 aprile 1948 - 3 febbraio 1969 deceduto)